# Eduard Kunz
Eduard Kunz (nacido el 30 de octubre de 1980 en Omsk, antigua Unión Soviética) es un pianista ruso.

## Biografía
Nació en Siberia pero forma parte de una minoría étnica alemana asimilada en Rusia. Estudió con Michail Khokhlov en la escuela de música especial para niños superdotados Gnessin y con Andrei Diev en el Conservatorio Chaikovski de Moscú. Hizo su debut con la Orquesta Filarmónica de Omsk a la edad de 10 años. Obtuvo un Diploma de Postgrado con Distinción, así como la Medalla de Oro del Royal Northern College of Music donde estudió con Norma Fisher y el fallecido Mark Ray.
Incluido entre los 10 grandes pianistas del mañana por el BBC Music Magazine, Eduard Kunz ha actuado con muchas orquestas importantes, incluidas las orquestas Orquesta Sinfónica de la BBC, BBC Concert Orchestra y BBC Scottish Symphony, la Royal Scottish National Orchestra, Orquesta Hallé de Mánchester, Ulster Orchestra, Orquesta Sinfónica de la Ciudad de Birmingham, Welsh National Opera Orchestra, Real Orquesta Filarmónica de Liverpool y London Musici, con directores como Tugán Sójiev, Christian Mandeal, Edward Gardner, Gerard Schwarz, Lothar Koenigs, Garry Walker, Clark Rundell, Mark Stephenson, Alejandro Posada, Josep Caballé Domenech, Alexander Joel, Andrés Orozco-Estrada, Barry Wordsworth y David Angus.
También ha tocado con la Deutsches Symphonie-Orchester Berlin en la Filarmónica de Berlín, la Orquesta Philharmonia en el Royal Albert Hall, la Real Orquesta Filarmónica de Estocolmo, la Orquesta Sinfónica de Castilla y León, la Orquesta van het Oosten, la Orquesta del Capitolio de Toulouse y la Orquesta Sinfónica de Braunschweig, así como en recitales en el Wigmore Hall de Londres, el Bridgewater Hall de Mánchester, el Museo del Louvre de París, el Concertgebouw de Amsterdam y Auditorio Winterthur de Barcelona, entre muchos otros. 
Ha ganado trece primeros premios de concursos internacionales de piano , incluido el primer premio del concurso George Enescu en Bucarest y las medallas de oro de los concursos internacionales de piano de Nueva Orleans y Paderewski.
Otros premios incluyen la medalla de plata de The Worshipful Company of Musicians de Londres, premios de la Hattori y la Musical Foundation, Dame Myra Hess y Yamaha Music Foundation de Europa , así como de la Fundación Spivakov y el premio "Richter" de la Fundación Rostropovich de Moscú. En 2011 alcanzó la segunda ronda del Concurso Internacional Chaikovski.
Los compañeros de música de cámara de Eduard Kunz incluyen a Yulian Rachlin, Patricia Kopachinskaya, Sol Gabetta, Vilde Frang, Boris Andrianov, Aleksandr Ghindin y Yuriy Medyanik. Las grabaciones de radio de Eduard incluyen el Concierto para dos pianos n.º 10 (Mozart) con la BBC Scottish Orchestra, el  Concierto para piano n.º 3 (Beethoven) y el Concierto para piano n.º 1 (Chaikovski)) con la Ulster Orchestra de Irlanda del Norte, el Concierto para piano n.º 2 (Rajmáninov) con la BBC Concert Orchestra, los conciertos de Schumann y Dmitri Shostakóvich con la WNO y la Rapsodia sobre un tema de Paganini de Serguéi Rajmáninov con la BBC Symphony Orchestra, así como una grabación con Alexandru Tomescu del repertorio completo para violín y piano de George Enescu.
Eduard es cofundador de la Academia de Piano Kunz en Brașov, Rumania, a la que asisten jóvenes artistas de todo el mundo dos veces al año a una semana de clases magistrales públicas.
Eduard es artista de la Sociedad Filarmónica de Moscú, laureado del Festival de Verbier y ex artista de nueva generación de la BBC Radio 3 (2006-2008).
Aparece en la película de 2010 Una sorpresa en Texas sobre el Concurso Internacional de Piano Van Cliburn de 2009.

## Premios en concursos
| Año  | Concurso                                               | Premio                         |
| ---- | ------------------------------------------------------ | ------------------------------ |
| 2000 | III Concurso Internacional de Piano Sabitov            | 1er premio                     |
| 2001 | IV Concurso Internacional de Piano Horowitz            | 3er premio                     |
| 2002 | III Concurso Internacional de Música de Bitola         | 1er premio                     |
| 2002 | II Concurso Internacional de Piano de Enschede         | 1er premio                     |
| 2002 | Concurso Internacional de Piano Grand Konzerteum       | 1er premio                     |
| 2005 | Concurso Internacional de Piano Dudley                 | 1er premio                     |
| 2005 | Concurso internacional de músicos de Bromsgove         | 1er premio                     |
| 2005 | Premio de piano de Mánchester                          | 1er premio                     |
| 2007 | XVIII Concurso Internacional George Enescu             | 1er premio                     |
| 2007 | XIII Concurso Internacional de Piano Ciudad de Sulmona | 1er premio                     |
| 2007 | VIII Concurso Internacional de Piano Vietri sul Mare   | Ganador                        |
| 2007 | VIII Premio Príncipe de Andorra                        | 1er premio                     |
| 2008 | Concurso Internacional de Piano Pinerolo               | 1er premio                     |
| 2009 | Concurso Internacional de Piano Van Cliburn            | Premio discrecional del jurado |
| 2009 | Concurso Internacional de Piano San Nicola di Bari     | Ganador                        |
| 2009 | XVII Premio de Piano Frechilla-Zuloaga                 | 1er premio                     |
| 2010 | 22.º Concurso Internacional de Piano de Nueva Orleans  | 1er premio                     |
| 2010 | VIII Concurso Internacional de Piano Paderewski        | 1er premio                     |